# HES1
HES1 (англ. Hes family bHLH transcription factor 1) – білок, який кодується однойменним геном, розташованим у людей на короткому плечі 3-ї хромосоми.  Довжина поліпептидного ланцюга білка становить 280 амінокислот, а молекулярна маса — 29 541.
| 10         |  | 20         |  | 30         |  | 40         |  | 50         |
| ---------- |  | ---------- |  | ---------- |  | ---------- |  | ---------- |
| MPADIMEKNS |  | SSPVAATPAS |  | VNTTPDKPKT |  | ASEHRKSSKP |  | IMEKRRRARI |
| NESLSQLKTL |  | ILDALKKDSS |  | RHSKLEKADI |  | LEMTVKHLRN |  | LQRAQMTAAL |
| STDPSVLGKY |  | RAGFSECMNE |  | VTRFLSTCEG |  | VNTEVRTRLL |  | GHLANCMTQI |
| NAMTYPGQPH |  | PALQAPPPPP |  | PGPGGPQHAP |  | FAPPPPLVPI |  | PGGAAPPPGG |
| APCKLGSQAG |  | EAAKVFGGFQ |  | VVPAPDGQFA |  | FLIPNGAFAH |  | SGPVIPVYTS |
| NSGTSVGPNA |  | VSPSSGPSLT |  | ADSMWRPWRN |  |            |  |            |

A: Аланін

C: Цистеїн

D: Аспарагінова кислота

E: Глутамінова кислота

F: Фенілаланін

G: Гліцин

H: Гістидин

I: Ізолейцин

K: Лізин

L: Лейцин

M: Метіонін

N: Аспарагін

P: Пролін

Q: Глутамін

R: Аргінін

S: Серин

T: Треонін

V: Валін

W: Триптофан

Кодований геном білок за функцією належить до репресорів. 
Задіяний у таких біологічних процесах як транскрипція, регуляція транскрипції. 
Білок має сайт для зв'язування з ДНК. 
Локалізований у ядрі.